# コンプリート・シングル・コレクションCD BOX
『コンプリート・シングル・コレクションCD BOX』は、2020年6月3日に発売されたオフコースのシングルCD-BOX。

## 解説
1970年のデビューからの50周年アニバーサリーとして初めてレーベルを越えたシングル・コレクション・ボックス。
オフコースのデビュー50周年記念アイテムとして、デビュー・シングル『群衆の中で / 陽はまた昇る』から『YES-YES-YES / メインストリートをつっ走れ』まで、東芝音楽工業〜東芝EMI（現ユニバーサルミュージック）から発売された24枚（48曲）と、『君が、嘘を、ついた / 愛よりも』からラスト・シングル『夏の別れ / 逢いたい』まで、FUN HOUSE（現SONY MUSIC LABELS / Ariola Japan）から発売された12枚（24曲）を、発表当時のアナログ7インチ・シングルおよび8cmCDシングルのアートワークを再現した12cm紙ジャケットCDで復刻。 ただし「君が、嘘を、ついた」のみジャケットを見本盤で復刻したため、別紙の歌詞カードが無い（本来なら歌詞カードが別に付属する）。
オリジナル発売の物とは異なる オリジナルのアナログ・マスター・テープを基にした（一部を除く）2020年最新リマスター音源を収録。全曲デジタル・リマスタリング・全シングルのジャケット復刻と、小貫信昭による楽曲解説掲載40Pブックレット封入。ただし、マスター・テープの劣化が激しいとの理由からシングル盤『君が、嘘を、ついた』の両面「君が、嘘を、ついた」「愛よりも」は、アルバム『The Best Year of My Life』収録の音源が使われているほか、「YES-YES-YES」はシングル・ミックスのフェイドアウトが約19秒程長い音源が使用されている。また、「call」は1998年リリースのベスト・アルバム『Off Course GREATEST HITS 1969-1989』に収録された、フェードアウトが30秒程長い音源が使用されている。
各CDはいずれも、リリース当時のものを再現した紙袋に封入（レーベルのロゴデザインは省略）。ディスク表面はシングルのレーベルをリファインしたものがデザインされている。なお、「緑の日々」の盤面 (写真）EP盤では4人の頭部がカットされていたのが今回、頭部が修復されている。

## DISC 01(UPCX-4222)
オリジナル発売：1970/4/5  EP-1224
1. 群衆の中で  –  (2:47)[1]
(作詞：山上路夫 / 作曲：Betty Dean / 編曲：馬飼野俊一)
2. 陽はまた昇る  –  (3:21)[1]
(作詞：山上路夫 / 作曲：上条友章 / 補作曲：村井邦彦 / 編曲：馬飼野俊一)

## DISC 02(UPCX-4223)
オリジナル発売：1971/10/5  ETP-2527
1. 夜明けを告げに  –  (2:58)[1]
(作詞：山川啓介 / 作曲：加藤和彦 / 編曲：青木望)
2. 美しい世界  –  (3:51)[1]
(作詞 · 作曲：小田和正 / 編曲：青木望)

## DISC 03(UPCX-4224)
オリジナル発売：1972/4/25  ETP-2647
1. おさらば  –  (3:09)[1]
(作詞 · 作曲 · 編曲：東海林修)
2. 悲しきあこがれ  –  (2:58)[1]
(作詞：山上路夫 / 作曲 · 編曲：東海林修)

## DISC 04(UPCX-4225)
オリジナル発売：1973/2/20  ETP-2809
1977年再発(ETP-10233)
1. 僕の贈りもの  –  (3:37)[1] ※シングル・バージョン
(作詞 · 作曲：小田和正 / 編曲：オフ・コース)
2. めぐり逢う今  –  (3:13)[1]
(作詞：松山猛 / 作曲 · 編曲：オフ・コース)

## DISC 05(UPCX-4226)
オリジナル発売：1974/4/5  ETP-2996
1. もう歌は作れない  –  (3:31)[1]
(作詞 · 作曲：小田和正 / 編曲：小田和正)
2. はたちの頃  –  (2:38)[1]
(作詞：鈴木康博 / 作曲：鈴木康博 · 重実博 / 編曲：鈴木康博)

## DISC 06(UPCX-4227)
オリジナル発売：1974/10/20  ETP-20074
1. 忘れ雪  –  (2:57)[1]
(作詞：松本隆 / 作曲：筒美京平 / 編曲：矢野誠)
2. 水いらずの午後  –  (2:53)[1]
(作詞：松本隆 / 作曲：筒美京平 / 編曲：矢野誠)

## DISC 07(UPCX-4228)
オリジナル発売：1975/12/20  ETP-20214
1. 眠れぬ夜  –  (3:18)[1]
(作詞 · 作曲：小田和正 / 編曲：オフ・コース)
2. 昨日への手紙  –  (3:07)[1]
(作詞 · 作曲：鈴木康博 / 編曲：オフ・コース)

## DISC 08(UPCX-4229)
オリジナル発売：1976/5/6  ETP-20214
1. ひとりで生きてゆければ  –  (3:43)[1]
(作詞 · 作曲：小田和正 / 編曲：オフ・コース)
2. あいつの残したものは  –  (3:21)[1]
(作詞 · 作曲：鈴木康博 / 編曲：オフ・コース)

## DISC 09(UPCX-4230)
オリジナル発売：1976/10/5  ETP-10081
1. めぐる季節  –  (3:57)[1]
(作詞 · 作曲：小田和正 / 編曲：オフ・コース)
2. ランナウェイ  –  (4:20)[1]
(作詞 · 作曲：鈴木康博 / 編曲：オフ・コース)

## DISC 10(UPCX-4231)
オリジナル発売：1977/2/5  ETP-10158
1. こころは気紛れ  –  (3:51)[1] ※シングル・バージョン
(作詞 · 作曲：小田和正 / 編曲：オフ・コース)
2. あなたがいれば  –  (3:50)[1] ※シングル・バージョン
(作詞：小田和正 / 作曲：鈴木康博 / 編曲：オフ・コース / ストリングス&ウッドウインド編曲：鈴木康博)

## DISC 11(UPCX-4232)
オリジナル発売：1977/8/5  ETP-10270
1. 秋の気配  –  (3:55)[1]
(作詞 · 作曲 · ストリングス編曲：小田和正 / 編曲：オフコース)
2. 恋人よ そのままで  –  (3:26)[1]
(作詞 · 作曲：鈴木康博 / 編曲：オフコース)

## DISC 12(UPCX-4233)
オリジナル発売：1977/11/20  ETP-10343
1. ロンド  –  (2:58)[1]
(作詞 · 作曲 · ストリングス編曲：鈴木康博 / 編曲：オフコース)
2. 思い出を盗んで  –  (3:56)[1]
(作詞 · 作曲：小田和正 / 編曲：オフコース)

## DISC 13(UPCX-4234)
オリジナル発売：1978/4/5  ETP-10400
1. やさしさにさようなら  –  (3:59)[1]
(作詞 · 作曲：小田和正 / 編曲：小田和正 · オフコース)
2. 通りすぎた夜  –  (4:10)[1]
(作詞 · 作曲：鈴木康博 / 編曲：オフコース)

## DISC 14(UPCX-4235)
オリジナル発売：1978/7/20  ETP-10444
1. あなたのすべて  –  (3:52)[1]
(作詞 · 作曲：小田和正 / 編曲：オフコース)
2. 海を見つめて  –  (4:11)[1]
(作詞 · 作曲：鈴木康博 / 編曲：オフコース)

## DISC 15(UPCX-4236)
オリジナル発売：1979/1/20  ETP-10524
1. 愛を止めないで  –  (3:54)[1]
(作詞 · 作曲：小田和正 / 編曲：オフコース)
2. 美しい思い出に  –  (4:51)[1]
(作詞 · 作曲 · ホーンセクション編曲：鈴木康博 / 編曲：オフコース)

## DISC 16(UPCX-4237)
オリジナル発売：1979/6/5  ETP-10583
1. 風に吹かれて  –  (4:07)[1]
(作詞 · 作曲 · ストリングス編曲：小田和正 / 編曲：オフコース)
2. 恋を抱きしめよう  –  (4:08)[1]
(作詞 · 作曲：鈴木康博 / 編曲：オフコース)

## DISC 17(UPCX-4238)
オリジナル発売：1979/12/1  ETP-10655
1. さよなら  –  (5:02)[1]
(作詞 · 作曲：小田和正 / 編曲：オフコース)
2. 汐風のなかで  –  (3:51)[1]
(作詞 · 作曲：鈴木康博 / 編曲：オフコース)

## DISC 18(UPCX-4239)
オリジナル発売：1980/3/5  ETP-10707
1. 生まれ来る子供たちのために  –  (4:57)[1]
(作詞 · 作曲：小田和正 / 編曲：オフコース)
2. この海に誓って  –  (4:59)[1]
(作詞：小田和正 / 作曲：松尾一彦 / 編曲：オフコース)

## DISC 19(UPCX-4240)
オリジナル発売：1980/6/21  ETP-17003
1. Yes-No  –  (5:22)[1] ※シングル・バージョン
(作詞 · 作曲：小田和正 / 編曲：オフコース)
2. 愛の終わる時  –  (5:22)[1]
(作詞 · 作曲：鈴木康博 / 編曲：オフコース)

## DISC 20(UPCX-4241)
オリジナル発売：1980/12/1  ETP-17100
1. 時に愛は  –  (5:47)[1]
(作詞 · 作曲：小田和正 / 編曲：オフコース)
2. 僕等の時代  –  (3:53)[1]
(作詞 · 作曲：小田和正 / 編曲：オフコース)

## DISC 21(UPCX-4242)
オリジナル発売：1981/6/21  ETP-17169
1. I LOVE YOU  –  (5:04)[1] ※シングル・バージョン
(作詞 · 作曲：小田和正 / 編曲：オフコース)
2. 夜はふたりで  –  (4:06)[1]
(作詞：安部光俊 · 鈴木康博 / 作曲：鈴木康博 / 編曲：オフコース)

## DISC 22(UPCX-4243)
オリジナル発売：1981/12/1  ETP-17230
1. 愛の中へ  –  (5:53)[1]
(作詞 · 作曲：小田和正 / 編曲：オフコース)
2. Christmas Day  –  (2:59)[1]
(作詞 · 作曲：小田和正 · 鈴木康博 / 編曲：オフコース)

## DISC 23(UPCX-4244)
オリジナル発売：1982/2/1  ETP-17280
1. 言葉にできない  –  (6:24)[1]
(作詞 · 作曲：小田和正 / ストリングス編曲：小田和正 / 編曲：オフコース)
2. 君におくる歌  –  (4:38)[1]
(作詞：大間仁世 · 鈴木康博 / 作曲：鈴木康博 / 編曲：オフコース)

## DISC 24(UPCX-4245)
オリジナル発売：1982/6/10  ETP-17362
1. YES-YES-YES  –  (4:21)[1] ※シングル・バージョン
(作詞 · 作曲：小田和正 / 編曲：オフコース)
2. メインストリートをつっ走れ  –  (4:18)[1]
(作詞：大間仁世 · 安部光俊 · 鈴木康博 / 作曲：鈴木康博 / 編曲：オフコース)

## DISC 25(UPCX-4246(TDCD 91301))
オリジナル発売：1984/4/21  07FA-1001
1. 君が、嘘を、ついた  –  (4:41)[1]
(作詞 · 作曲：小田和正 / 編曲：オフコース)
2. 愛よりも  –  (4:13)[1]
(作詞：大間仁世 · 松尾一彦 / 作曲：松尾一彦 / 編曲：オフコース)

## DISC 26(UPCX-4247(TDCD 91302))
オリジナル発売：1984/7/18  07FA-1008
1. 夏の日  –  (4:55)[1]
(作詞 · 作曲：小田和正 / 編曲：オフコース)
2. 君の倖せを祈れない  –  (4:22)[1]
(作詞：小田和正 / 作曲：松尾一彦 / 編曲：オフコース)

## DISC 27(UPCX-4248(TDCD 91303))
オリジナル発売：1984/9/21  07FA-1011
1. 緑の日々  –  (4:36)[1]
(作詞 · 作曲：小田和正)
2. CITY NIGHTS  –  (4:43)[1]
(作詞：JIMMY COMPTON, PHILIP H.RHODES, KAZUMASA ODA / 作曲：KAZUMASA ODA / 編曲：オフコース)

## DISC 28(UPCX-4249(TDCD 91304))
オリジナル発売：1985/2/21  07FA-1023
1. call  –  (5:02)[1]
(作詞 · 作曲：小田和正 / 編曲：オフコース)
2. 2度目の夏  –  (4:33)[1]
(作詞：秋元康 / 作曲：松尾一彦 / 編曲：オフコース)

## DISC 29(UPCX-4250(TDCD 91305))
オリジナル発売：1985/5/22  07FA-1037
1. たそがれ  –  (4:50)[1]
(作詞：小田和正 · RANDY GOODRUM / 作曲：小田和正 / 編曲：オフコース)
2. LAST NIGHT  –  (5:01)[1]
(作詞：秋元康 / 作曲：松尾一彦 / 編曲：オフコース)

## DISC 30(UPCX-4251(TDCD 91306))
オリジナル発売：1985/9/21  07FA-1055
1. 夏から夏まで  –  (4:18)[1]
(作詞 · 作曲：小田和正 / 編曲：オフコース)
2. ぜんまいじかけの嘘  –  (4:33)[1]
(作詞：秋元康 / 作曲：松尾一彦 / 編曲：オフコース)

## DISC 31(UPCX-4252(TDCD 91307))
オリジナル発売：1985/11/30  07FA-1061
1. ENDLESS NIGHTS  –  (4:49)[1]
(作詞：Randy Goodrum / 作曲：Kazumasa Oda / 編曲：Petr Wolf & OFF COURSE)
2. EYES IN THE BACK OF MY HEART  –  (4:56)[1]
(作詞：Randy Goodrum / 作曲：Kazumasa Oda / 編曲：Petr Wolf & OFF COURSE)

## DISC 32(UPCX-4253(TDCD 91308))
オリジナル発売：1987/3/4  07FA-1107
1. IT'S ALL RIGHT (ANYTHING FOR YOU)  –  (4:10)[1]
(作詞：小田和正 英語監修 : PHILIP H. RHODES / 作曲：小田和正 / 編曲：オフコース)
2. IT'S QUITE ALL RIGHT (INSTRUMENTAL)  –  (4:23)[1]
(作曲：小田和正 / 編曲：オフコース)

## DISC 33(UPCX-4254(TDCD 91309))
オリジナル発売：1987/5/25  07FA-1113
1. もっと近くに (as close as possible)  –  (5:34)[1]
(作詞：小田和正 · Randy Goodrum / 作曲：Kazumasa Oda / 編曲：オフコース)
2. Tiny Pretty Girl  –  (4:28)[1]
(作詞：松本一起 / 作曲：清水仁 · 松尾一彦 / 編曲：オフコース)

## DISC 34(UPCX-4255(TDCD 91310))
オリジナル発売：1988/1/25  07FA-1150
1. 君住む街へ  –  (5:17)[1]
(作詞 · 作曲：小田和正 / 編曲：オフコース)
2. 君住む街へ (INSTRUMENTAL VERSION)  –  (5:18)[1]
(作曲：小田和正 / 編曲：オフコース)

## DISC 35(UPCX-4256(TDCD 91311))
オリジナル発売：1988/7/25  07FA-5030
1. she's so wonderful  –  (4:36)[1]
(作詞 · 作曲：小田和正 / 編曲：オフコース)
2. 陽射しの中で  –  (4:09)[1]
(作詞：松本一起 / 作曲：松尾一彦 / 編曲：オフコース)

## DISC 36(UPCX-4257(TDCD 91312))
オリジナル発売：1988/10/25  07FA-5046
1. 夏の別れ  –  (4:32)[1]
(作詞 · 作曲：小田和正 / 編曲：オフコース)
2. 逢いたい  –  (5:05)[1]
(作詞：吉田拓郎 / 作曲：清水仁 / 編曲：オフコース)

## クレジット
| 小田和正   |  | Kazumasa Oda / Keyboard                |
| 鈴木康博   |  | Yasuhiro Suzuki / Guitars              |
| 清水仁     |  | Hitoshi Shimizu / Electric Bass        |
| 大間ジロー |  | Hitose “Jiro” Oma / Drums & Percussion |
| 松尾一彦   |  | Kazuhiko Matsuo / Guitar & Harmonica   |

### スタッフ
| Re-mastered by 石橋香 (Sony Music Studios Tokyo) |
| Executive Adviser 木下智明 (FAR EAST CLUB)       |
| Art Direction & Design 齋藤兵馬 (T&M Creative)   |
| Visual Coordinator 假屋恵 (T&M Creative)         |
|                                                  |

| Label Director |  | - 浦田功 (UNIVERSAL MUSIC) - 野口悦子 (Sony Music Labels Inc.) / 曽我直美 (Sony Music Direct Inc.) |

| A&R Coordinator 藤原繁樹 (UNIVERSAL MUSIC)                                          |
| Promotion X PROMOTIONS (UNIVERSAL MUSIC)                                            |
| Digital Promotion 相田一成 (UNIVERSAL MUSIC)                                        |
| A&R Desk 渡部清隆 · 山根裕子 (UNIVERSAL MUSIC)                                      |
| Sales Promotion 塩川直樹 · 日比成一 (UNIVERSAL MUSIC)                               |
| Supervisor 丹波浩之 · 石田雅裕 (FUJIPACIFIC MUSIC INC.)                             |
|                                                                                     |
| DISC 25〜36 Licensed by Sony Music Labels Inc.                                      |
| ジャケット協力 : ソニーミュージックレーベルズ / アリオラジャパン                    |
|                                                                                     |
| Thanks to 株式会社ラジオ関西、鈴木啓之 (MUSIC GARDEN)                               |
| 後藤朱美 (Sony Music Studios Tokyo)、川崎宏 (Sony Music Labels Inc.)                |
| 廣瀬哲 (UNIVERSAL MUSIC)                                                            |
|                                                                                     |
| Special Thanks to FAR EAST CLUB / Big Pink / Shimizu Company/ 仁武有限会社 / 松尾組 |

| Executive Producer |  | - 朝妻一郎 (FUJI PACIFIC MUSIC INC.) - 中村卓 · 子安次郎 (UNIVERSAL MUSIC) |